# Otalež
Otalež este o localitate din comuna Cerkno, Slovenia, cu o populație de 148 de locuitori.